# Pinilla del Campo
Pinilla del Campo é um município da Espanha na província de Sória, comunidade autónoma de Castela e Leão, de área 19,39 km² com população de 21 habitantes (2007) e densidade populacional de 1,09 hab/km².

## Demografia
| Variação demográfica do município entre 1991 e 2004 | Variação demográfica do município entre 1991 e 2004 | Variação demográfica do município entre 1991 e 2004 | Variação demográfica do município entre 1991 e 2004 |
| --------------------------------------------------- | --------------------------------------------------- | --------------------------------------------------- | --------------------------------------------------- |
| 1991                                                | 1996                                                | 2001                                                | 2004                                                |
| 33                                                  | 26                                                  | 23                                                  | 21                                                  |